# Międzynarodowe Laboratorium Silnych Pól Magnetycznych i Niskich Temperatur
Międzynarodowe Laboratorium Silnych Pól Magnetycznych i Niskich Temperatur – międzynarodowy instytut Polskiej Akademii Nauk z siedzibą we Wrocławiu, zajmujący się badaniami fizykochemicznymi w silnych polach magnetycznych. 15 września 2017 roku Laboratorium uległo likwidacji i zostało włączone do Instytutu Niskich Temperatur i Badań Strukturalnych im. Włodzimierza Trzebiatowskiego PAN.

## Historia
W 1956, gdy powstawała Samodzielna Pracownia Niskich Temperatur Instytutu Fizyki PAN wyznaczono za jej cel badania w tzw. temperaturach magnetycznych, to jest najniższych jakie dało się wówczas uzyskać. Do tego celu wybrano na lokalizację pracowni miejsce z łatwym dostępem do energii elektrycznej. Na potrzeby pracowni skonstruowano wówczas elektromagnes Bittera pozwalający uzyskać pole o indukcji 4 T. W 1964 prof. R. Ingarden na zjeździe ekspertów naukowych RWPG w Mińsku przedstawił nieoficjalnie ideę stworzenia we Wrocławiu ośrodka zajmującego się badaniami w niskich temperaturach i silnych polach magnetycznych. W 1965 idea ta została oficjalnie przedstawiona na podobnym zjeździe w Dreźnie przez prof. W. Trzebiatowskiego. Trzy lata później podpisano porozumienie między Akademiami Nauk Polski, Bułgarii, NRD i ZSRR w sprawie powołania Międzynarodowego Laboratorium Silnych Pól Magnetycznych i Niskich Temperatur.
W 2016 r. Rosyjska Akademia Nauk poinformowała o wycofaniu się z projektu. W tym samym roku PAN, Bułgarska Akademia Nauk i Ukraińska Akademia Nauk podpisały porozumienie o likwidacji Laboratorium. Następnie, na podstawie decyzji Prezydium Polskiej Akademii Nauk z 14 marca 2017 roku, rozpoczął się proces likwidacji i włączenia laboratorium do struktur Instytutu Niskich Temperatur i Badań Strukturalnych im. Włodzimierza Trzebiatowskiego PAN. Przejęcie Laboratorium nastąpiło 15 września 2017 roku.

## Badania
Międzynarodowe Laboratorium prowadziło prace badawcze w polach magnetycznych stałych (do 15 T), kwazi-stacjonarnych (do 36 T, czas trwania impulsu 100 ms) i impulsowych (do 50 T, czas trwania impulsu 10 ms), w temperaturach od 1,5 do 400 K.
Tematyka badawcza dotyczyła głównie:
- nanorozmiarowych materiałów i niskowymiarowych układów, w tym nanostruktur, nanonici i wiskersów;
- przejść fazowych w silnych polach magnetycznych, w tym przejść fazowych o charakterze topologicznym;
- zjawisk krytycznych w nadprzewodnikach w ekstremalnie silnych polach magnetycznych.

Badania prowadzone były przez grupy naukowców, zarówno z kraju jak i z zagranicy, których projekty badawcze zatwierdziła Rada Naukowa Laboratorium. W ostatnich latach realizowano rocznie ok. 50 projektów zgłaszanych przez naukowców z 8 krajów (Bułgarii, Mołdawii, Niemiec, Polski, Rosji, Ukrainy, Wielkiej Brytanii i Włoch).

## Dyrektorzy
- Włodzimierz Trzebiatowski (1968–1982)
- Bohdan Staliński (1982–1993)
- Jan Klamut (1993–2012)
- Mirosław Miller (2012–2015)
- Krzysztof Rogacki (2015–2017)

## Lokalizacja
Laboratorium znajdowało się we Wrocławiu przy ulicy Gajowickiej 95.